# Бейлик (Лачинський район)
Бейлик (азерб. Bəylik) — село у Лачинському районі Азербайджану. Село розташоване за 40 км на північний захід від районного центру, міста Лачина.
З 1992 по 2020 рік було під окупацією Збройних сил Вірменії і входило в Кашатазький район невизнаної Нагірно-Карабаської Республікаи. 1 грудня 2020 в ході Другої карабаської війни села було звільнено Збройними силами Азербайджану. (вірмени трактують це як окупацію).